# 伊丹市立笹原中学校
伊丹市立笹原中学校（いたみしりつ ささはらちゅうがっこう）は、兵庫県伊丹市南野北2丁目にある公立中学校。

## 沿革
- 1983年（昭和58年）4月1日 - 伊丹市立笹原中学校創立。校歌の作詞は当時の市長であった矢埜與一、作曲は川澄健一。
- 2017年（平成29年） - コミュニティスクールに指定され、地域でのボランティア活動へ積極的に参加。
- 2019年（令和元年） - 吹奏楽部が創部初の関西大会出場。

## 部活動

### 運動部
- 野球部
- サッカー部
- 卓球部
- バレーボール部
- ソフトテニス部
- バスケットボール部

### 文化部
- 吹奏楽部
- ハンドクラフト部
- 美術部
- 放送部

## 校区
- 伊丹市立笹原小学校の校区の一部
- 伊丹市立摂陽小学校の校区の一部
- 伊丹市立鈴原小学校の校区の一部

## 校区が隣接している学校
- 伊丹市立南中学校
- 伊丹市立西中学校
- 伊丹市立松崎中学校
- 尼崎市立武庫東中学校
- 尼崎市立塚口中学校